# Ka-Ching! (bài hát của EXO-CBX)
"Ka-Ching!" là đĩa đơn ra mắt tiếng Nhật của Exo-CBX, nhóm nhỏ chính thức đầu tiên của nhóm nhạc Exo. Nó được phát hành chính thức vào ngày 24 tháng 5 năm 2017 bởi Avex Trax dưới dạng bài hát chủ đề của EP r mắt tại Nhật Bản Girls. Bài hát lần đầu tiên được tiết lộ trong phiên bản ngắn của video âm nhạc vào ngày 1 tháng 5 năm 2017. "Ka-Ching!" was re-released as a b-side track in EXO-CBX's first Japanese studio album Magic on ngày 9 tháng 5 năm 2018.

## Bối cảnh và phát hành
"Ka-Ching!" được mô tả như một bài hát giai điệu pop hấp dẫn pha trộn các yếu tố của nhạc jazz với nhạc điện tử, dẫn đến một giai điệu chiết trung tràn đầy năng lượng nhưng cuốn hút.

## Video âm nhạc
Vào ngày 1 tháng 5 năm 2017, một video âm nhạc ngắn của "Ka-Ching!" đã được phát hành.
Video âm nhạc có sự tham gia của các thành viên với các vũ công nền hể hiện một số vũ đạo cực kỳ năng lượng trong các bộ sòng bạc được trang trí xa hoa khác nhau.

## Quảng bá
EXO-CBX biểu diễn "Ka-Ching!" lần đầu tại 2017 Girls Awards vào ngày 3 tháng 5 năm 2017.
Vào ngày 7 tháng 6, nhóm đã biểu diễn "Ka-Ching!" trên Exo-CBX "Colorful BoX" Free Showcase.
Vào ngày 26 tháng 8, EXO-CBX biểu diễn "Ka-Ching!" ở buổi hòa nhạc A-Nation ở Nhật Bản.
EXO-CBX đã trình diễn một phiên bản tiếng Hàn của bài hát trong buổi hòa nhạc của Exo Exo Planet 4 - The EℓyXiOn.